# Daniel Nowak
Daniel Nowak (* 22. Juli 1966 in Schwenningen) ist ein ehemaliger deutscher Eishockeyspieler, der unter anderem für den EHC Freiburg und die Schwenninger Wild Wings in der Bundesliga bzw. Deutschen Eishockey Liga (DEL) aktiv war. Für die deutsche Nationalmannschaft nahm er an vier Weltmeisterschaften teil.

## Karriere
Kurz nach seiner Geburt zog Daniel Nowak mit seinen Eltern nach Brantford, sodass seine Eishockeykarriere in Kanada begann. Ab 1983 spielte er zunächst für die Sudbury Wolves, später für die Cornwall Royals in der Ontario Hockey League (OHL), einer der Top-Juniorenligen des Landes. Nach weiteren Stationen bei den Canadien junior de Verdun in der Ligue de hockey junior majeur du Québec (LHJMQ) und den Niagara Falls Canucks in der Golden Horseshoe Junior Hockey League (GHL) setzte der Verteidiger seine Laufbahn ab 1987 in Deutschland fort.
Für den Deutschen Eishockey-Bund galt Nowak trotz deutschem Pass zunächst für drei Jahre als Ausländer. Damit standen kaum Kaderplätze für ihn zur Verfügung, was den Beginn seiner Profikarriere deutlich erschwerte. Nach einigen wenigen Spielen für den EHC Freiburg in der 2. Bundesliga kam Nowak von 1988 bis 1990 nur bei unterklassigen Mannschaften unter. Er spielte in der Saison 1988/89 für den nach Insolvenz gerade neu gegründeten ECD Sauerland in der Oberliga und in der folgenden Spielzeit 1989/90 für den EHC Bad Reichenhall in der Regionalliga. Nach Ablauf der drei Jahre gelang ihm ab 1990 der Durchbruch beim zwischenzeitlich in die Bundesliga aufgestiegenen EHC Freiburg. Bis 1993 absolvierte er 128 Spiele und erzielte zehn Treffer für den EHC.
Nachdem dem Verein die Bundesliga-Lizenz entzogen worden war, wechselte Nowak im Jahr 1993 in seine Geburtsstadt zum Schwenninger ERC (SERC), der ein Jahr später unter dem Namen Schwenninger Wild Wings in die neu gegründete Deutsche Eishockey Liga (DEL) aufgenommen wurde. Bis 1999 spielte der Verteidiger mehr als sechs Jahre für den SERC in der höchsten deutschen Spielklasse, bevor er während der Saison 1999/2000 zu den Crocodiles Hamburg in die 2. Bundesliga wechselte.
Zwischen 2000 und 2003 lief Nowak für den EV Ravensburg in der Regional- bzw. Oberliga auf, bevor er 2003 unmittelbar nach deren Aufnahme in die 2. Bundesliga zu den Wild Wings zurückkehrte. Bei beiden Vereinen war er in dieser Zeit auch als Nachwuchstrainer aktiv. Nach Ende der Saison 2004/05 beendete er seine Karriere. Insgesamt lief er in 416 Pflichtspielen für Schwenningen auf, in denen er 185 Scorerpunkte erzielte. In der Spielzeit 2006/07 feierte Nowak ein kurzzeitiges Comeback beim EHC Schaffhausen in der vierthöchsten Schweizer Eishockeyliga.

### International
Daniel Nowak absolvierte 66 Länderspiele für die deutsche Nationalmannschaft, in denen er viermal traf und acht Vorlagen beisteuerte. Nachdem er als Nachwuchsspieler für die U20-Junioren-Weltmeisterschaft 1986 nominiert worden war, nahm er als Profi von 1995 bis 1998 an allen A-Weltmeisterschaften teil. Außerdem spielte er beim World Cup of Hockey 1996 für Deutschland. Anfang 1997 leistete er beim Qualifikationsturnier seinen Beitrag, dass sich Deutschland für die Olympischen Winterspiele 1998 qualifizierte. Für das Olympiaturnier selbst wurde er hingegen nicht berücksichtigt.

## Erfolge und Auszeichnungen
- 1988 Meister der 2. Bundesliga und Aufstieg in die Bundesliga mit dem EHC Freiburg

## Karrierestatistik

### International
Vertrat Deutschland bei:
| - U20-Junioren-Weltmeisterschaft 1986 - Weltmeisterschaft 1995 - Weltmeisterschaft 1996 - World Cup of Hockey 1996 | - Qualifikationsturnier für die Olympischen Winterspiele 1998 - Weltmeisterschaft 1997 - Weltmeisterschaft 1998 |

(Legende zur Spielerstatistik: Sp oder GP = absolvierte Spiele; T oder G = erzielte Tore; V oder A = erzielte Assists; Pkt oder Pts = erzielte Scorerpunkte; SM oder PIM = erhaltene Strafminuten; +/− = Plus/Minus-Bilanz; PP = erzielte Überzahltore; SH = erzielte Unterzahltore; GW = erzielte Siegtore; 1 Play-downs/Relegation; Kursiv: Statistik nicht vollständig)